# Los Desperados
 (mars 2015).
Améliorez-le ou discutez des points à vérifier. 
 (mars 2015).
Si vous disposez d'ouvrages ou d'articles de référence ou si vous connaissez des sites web de qualité traitant du thème abordé ici, merci de compléter l'article en donnant les références utiles à sa vérifiabilité et en les liant à la section « Notes et références ».
Los Desperados est un duo de guitare polonais qui s'est placé de nombreuses fois au sommet des classements organisés par des revues de guitare. Le duo est 
composé de Marcin Czarnecki à la guitare classique et de Piotr Dębowski à la guitare acoustique et  classique.

## Histoire
Diplômés à l'Académie de Musique de Łódź, en Pologne, Marcin Czarnecki et Piotr Dębowski jouent ensemble dans des concerts de chambres et dans les grandes salles de concert. Ils jouent une musique instrumentale acoustique en unissant avec succès les différents genres et styles musicaux comme le classique, le jazz, le pop, le flamenco, le folk, le ragtime et le country. Ils ne créent que peu de leurs musiques, la plupart sont des transcriptions de musiques célèbres. Des œuvres dynamiques prédominent dans leur répertoire, mais de belles ballades de smooth-jazz y apparaissent par contraste. Ils ont donné des  concerts en Pologne, en France, en Italie, en Allemagne, aux Pays-Bas, en Slovaquie, aux îles Canaries et aux États-Unis. Ils utilisent des guitares électroacoustiques et électro-classiques et peuvent jouer à deux sur une seule guitare.

## Discographie
Les Los Desperados ont publié deux CD et un troisième est en cours de préparation.

## Apparition dans les magazines
Los Desperados est apparu au classement des magazines de guitare suivants :
Gitara i Bas ; Top de la guitare de l'année 1999 ; Le Monde de la Guitare.